# Cantonul Cancon
Cantonul Cancon este un canton din arondismentul Villeneuve-sur-Lot, departamentul Lot-et-Garonne, regiunea Aquitania, Franța.

## Comune
- Beaugas
- Boudy-de-Beauregard
- Cancon (reședință)
- Casseneuil
- Castelnaud-de-Gratecambe
- Monbahus
- Monviel
- Moulinet
- Pailloles
- Saint-Maurice-de-Lestapel